# 13. Sinfonie (Haydn)
Die Sinfonie D-Dur Hoboken-Verzeichnis I:13 komponierte Joseph Haydn im Jahr 1763 während seiner Anstellung als Vize-Kapellmeister beim Fürsten Nikolaus I. Esterházy. Die Sinfonie weist in ihrer Besetzung vier anstelle der sonst üblichen zwei Hörner auf. Der zweite Satz enthält ausgedehnte Passagen für das Solo-Cello.

## Allgemeines

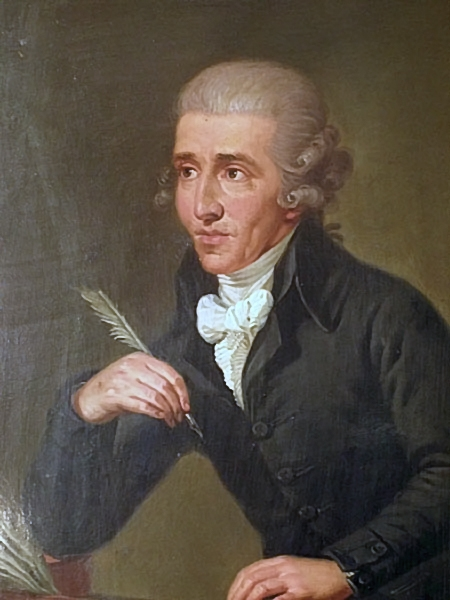
Joseph Haydn (Gemälde von Ludwig Guttenbrunn, um 1770)

Die Sinfonie zeichnet sich durch folgende Besonderheiten aus:
- Verwendung von vier (anstatt zwei) Hörnern (ebenso wie die Sinfonien Nr. 31, Nr. 39 und 72);
- Auftreten eines Solo-Cellos im zweiten Satz und einer Solo-Flöte im Trio des Menuetts;
- Mehrstimmige Technik im Finalsatz (Fugato).

Ebenfalls sicher 1763 entstanden die Sinfonien Nr. 12 und 40.

## Zur Musik
Besetzung:  Flöte, zwei Oboen, vier Hörner, zwei Violinen, Viola, Cello, zudem im zweiten Satz ein Solo-Cello, Kontrabass. Zur Verstärkung der Bass-Stimme wurde damals auch ohne gesonderte Notierung ein Fagott eingesetzt. Über die Beteiligung eines Cembalo-Continuos in Haydns Sinfonien bestehen unterschiedliche Auffassungen.
Im Autograph ist nachträglich eine Paukenstimme mit dickerer Feder und in hellerer brauner Tinte als die übrige Partitur eingetragen. Die Bezeichnung „Timpano“ zu Beginn des Werkes sowie Schlüssel, Taktvorschreibung, Taktstriche, Schluss-Striche und die Wiederholungszeichen sind nicht von Haydn geschrieben. Im Breitkopf-Katalog des Jahres 1767 wird bei der Anführung dieser Sinfonie keine Paukenstimme erwähnt. In einigen Stimmenabschriften ist, wohl entsprechend den lokalen Gegebenheiten, die Besetzung auf zwei Hörner und zwei Trompeten geändert. Die Paukenstimme „stammt sicherlich nicht von Haydn, könnte aber von ihm gebilligt sein.“
Aufführungszeit: ca. 19–21 Minuten.
Bei den hier benutzten Begriffen der Sonatensatzform ist zu berücksichtigen, dass dieses Modell erst Anfang des 19. Jahrhunderts entworfen wurde (siehe dort) und für eine Sinfonie von 1763 nur mit Einschränkungen herangezogen werden kann. – Die hier vorgenommene Beschreibung und Gliederung der Sätze ist als Vorschlag zu verstehen. Je nach Standpunkt sind auch andere Abgrenzungen und Deutungen möglich.

### Erster Satz: Allegro molto
D-Dur, 4/4-Takt, 87 Takte

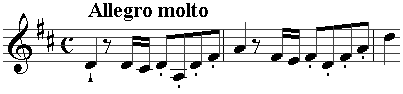
Beginn des Allegro molto

Der Satz beginnt mit einem fanfarenartigen Ostinato-Motiv der Streicher im Unisono-Forte, das über orgelpunktartig ausgehaltenen Akkorden der Bläser bis Takt 9 fortgesponnen wird. James Webster lobt „die unvergessliche Eröffnung der Symphonie“ als „eines der eindrucksvollsten und klangstärksten Gebilde in Haydns Gesamtwerk.“ Für den weiteren Satzaufbau ist insbesondere die auftaktartige Sechzehntel-Figur zur dritten Takt-Zählzeit von Bedeutung.
Nach einem kurzen Überleitungsabschnitt mit Echo im Piano (Takt 9–14) folgt das zweite Hauptmotiv, das aus dem ersten abgeleitet ist: Sechzehntel-Auftaktfigur und Intervallschritte aufwärts / abwärts in Vierteln bzw. Achteln. Dieses Motiv erscheint im Dialog zwischen der 1. Violine und der Flöte. Die Takte 14/15 werden dabei wiederum echohaft im Piano wiederholt (Takt 19/20). Die folgende Forte-Passage (Takt 21 ff.) besteht aus virtuosen Sechzehntel-Läufen über eine Oktave in parallel geführten Violinen und Flöte, die lediglich durch eine Synkopenfigur in Takt 28–30 unterbrochen wird. Die Exposition endet in Takt 34 und wird wiederholt.
Die Durchführung verarbeitet beide Hauptmotive: Zunächst das Anfangsmotiv im Bass über Streichertremolo (Takt 35–41), dann (Takt 42 ff.) das zweite Hauptmotiv, nun aber ohne Dialog mit der Flöte. Dabei moduliert Haydn u. a. nach fis-Moll und G-Dur.
Die Reprise beginnt in Takt 62 mit dem ersten Hauptmotiv entsprechend dem Satzanfang – überraschenderweise und effektvoll nun aber im Piano. Als „Ausgleich“ wird kurz darauf eine aufsteigende Hornfanfare im Forte nachgeschoben (Takt 68–70). Der Abschnitt mit dem zweiten Hauptmotiv kommt nun ohne „Echo“ im Piano aus, ansonsten ist die Reprise ähnlich der Exposition gestaltet. Durchführung und Reprise werden nicht wiederholt.
Peter Brown vermutet, dass der Satz beim zeitgenössischen Publikum starke Wirkung hinterlassen hat.

### Zweiter Satz: Adagio cantabile
G-Dur, 4/4-Takt, 31 Takte, nur Streicher mit zusätzlichem Solo-Cello
Der durchweg im Piano gehaltene Satz basiert auf einer sanglichen Melodie für Solo-Cello und deren Fortspinnung. Die begleitenden Streicher führen lediglich einfache, die Grundharmonie stützende Akkorde aus.
Der Satz ist in zwei jeweils wiederholte Teile gegliedert (Takt 1–12 und Takt 13–31), wobei Takt 13–21 etwas an eine Durchführung und Takt 22 ff. an eine Reprise im Sinne der Sonatensatzform erinnern.
Vermutlich hat Haydn diesen Satz für den am 1. Juni 1761 engagierten Cellisten Joseph Weigl geschrieben. Gemäß der damals üblichen Praxis hatte der Solo-Cellist wahrscheinlich auch einen gewissen Spielraum zur Improvisation.

### Dritter Satz: Menuet
D-Dur, 3/4-Takt, mit Trio 84 Takte
Das auftaktlose Menuett beginnt als absteigender D-Dur – Akkord im Forte-Unisono. Es hat einen festlichen Charakter mit typischen Wechseln von Forte und echoartigem Piano. Nach Walter Lessing verleihen die häufigen „dynamischen Wechsel und wiederholt eingeschobene Pausen (…) dem Satz zugleich etwas Witziges, Schalkhaftes.“
Das Trio in G-Dur für Solo-Flöte und Streicher ist durch fallende, gebrochene Akkorde für die Flöte gekennzeichnet, auf die die Streicher Antworten im Piano oder im Forte-Unisono geben.

### Vierter Satz: Allegro molto
D-Dur, 2/4-Takt, 170 Takte

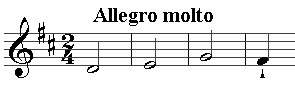
Hauptmotiv des Schlusssatzes

Der Satz stellt fällt durch die Verwendung mehrstimmiger Technik auf (ähnlich bei der kurz vorher komponierten Sinfonie Nr. 3). Das Hauptmotiv des Satzes basiert auf der dritten Zeile des gregorianischen Hymnus Pange lingua, die unter Haydns Zeitgenossen durch das Lehrbuch „Gradus ad Parnassum“ von Johann Joseph Fux bekannt wurde und z. B. auch Wolfgang Amadeus Mozart in der Missa brevis KV 192 sowie im Schlusssatz der Sinfonie KV 551 verwendete.
Die Exposition (Takt 1–61) kann man wie folgt strukturieren:
- Vorstellung des Fugenmotivs in den Violinen, Piano, Kontrapunkt im Bass aus Achtelbewegung (Takt 1–4); Einwurf der Bläser mit einer kontrastierenden Forte-Fanfare mit Synkope und fallendem, gebrochenem Akkord („Fanfarenmotiv“, Takt 4/5); zweiter Auftritt des Fugenmotivs ähnlich Takt 1–4, aber eine Terz höher (Takt 6–9);
- dreifache Wiederholung des Fanfarenmotivs im Forte: in den Bläsern, den Streichern und dann zusammen;
- dritter und vierter Auftritt des Fugenmotivs (Takt 15–22): zunächst in D-Dur im Bass mit Kontrapunkt-Motiv (Takt 15–18); anschließend in A-Dur parallel in 2. Oboe, 3. und 4. Horn sowie 2. Violine (Kontrapunkt hier aus gebrochenen Akkorden in laufender Achtelbewegung);
- Fortspinnung der gebrochenen Akkorde vom Kontrapunkt des letzten Motivdurchlaufs (Takt 24–28) sowie ein „Auspendeln“ mit Synkopen im Unisono der Streicher (Takt 29–32).
- neues Motiv mit gebrochenem Akkord in Sechzehnteln, Wechsel von A-Dur und E-Dur (Takt 33–40);
- Synkopenpassage (Takt 42–50);
- Fünfter Auftritt des Fugenmotivs in Flöte und 1. Violine, A-Dur, Piano, unterlegt von einem „Trommelbass“ auf A (Takt 51–54);
- Schlussgruppe im Forte mit Akkorden in abgesetzter Achtelbewegung.

In der Durchführung (Takt 62–104), durchweg im Forte, wird das Fugenmotiv durch alle Instrumente geführt
mit einer Variante des Kontrapunkt-Motivs vom Satzanfang. Anfangs ist noch das Fanfarenmotiv in den Bläsern zwischengeschaltet, und die Streicherstimmen sind so gesetzt, dass sie im dreifachen Kontrapunkt miteinander vertauscht werden können. Über Modulationen werden A-Dur, D-Dur, G-Dur, e-Moll sowie fis-Moll erreicht. Der letzte Durchlauf in fis-Moll (Takt 89–92) kommt ohne Kontrapunkt aus. Die Rückführung zur Reprise erfolgt über die Achtelfigur entsprechend Takt 23 ff.
Die Reprise (ab Takt 105) beginnt zunächst wie die Exposition, nach der dreifachen Wiederholung der Fanfare folgt jedoch bereits der Synkopenabschnitt entsprechend Takt 29 ff. Der ausgelassene Auftritt des Fugenmotivs wird dafür in Form einer Engführung in den Streichern (Takt 145–151) sowie parallel in Flöte, Oboe und Violine (Takt 152–155) „nachgereicht“. Takt 160 ff. sind dann wieder entsprechend der Exposition gestaltet mit dem letzten Auftritt des Fugenmotivs in Flöte und 1. Violine (entsprechend Takt 51 ff., nun aber in der Tonika D-Dur statt in A-Dur) sowie der Schlussgruppe mit abgesetzten Akkorden. Exposition sowie Durchführung und Reprise werden wiederholt.